# Альф Генріксон
Альф Генріксон (швед. Alf Ragnar Sten Henrikson, *9 липня 1905, Гускварна — † 9 травня 1995, Седра Енґбі) — шведський письменник, сценарист, поет, перекладач і журналіст газети Dagens Nyheter. Автор багатьох науково-популярних і історичних книг та численних поезій на актуальні теми, які регулярно публікувались в Dagens Nyheter.

## Творчий доробок
Альф Генріксон написав понад 100 книг, серед яких збірки поезій, книги на історичні теми, які розповідають зокрема про історію Швеції, Данії, Китаю, Ісландії, стародавніх Греції і Риму, а також загальна енциклопедія, яку Генріксон почав писати, коли йому вже було за вісімдесят. Він також перекладав поезію, оперні лібрето та інші тексти з таких мов, як французька, англійська, китайська. Його переклад лібрето Чарівної флейти Моцарта з німецької на шведську в 1968 році став класикою і був використаний у фільмі Інгмара Бергмана «Чарівна флейта» (екранізація опери 1975 року).
Як сценарист відзначився у жанрах фентезі, мелодрама, комедія. Перший фільм за його сценарієм вийшов у 1951, останній — в 1975.
Понад 20 тисяч поезій на актуальні теми Генріксон опублікував у щоденній газеті Dagens Nyheter. Частина їх була перевидана в антологіях. Генріксон також написав і опублікував низку інших збірок поезій. Його стиль був зазвичай гумористичним, але також міг бути дуже серйозним — в його текстах часто поєднувались кілька смислових та стильових рівнів.

## Нагороди та премії
Генріксон отримав низку літературних та інших нагород за його літературні твори і роботи з популяризації знань. Серед них найпрестижнішими є:
- Litteris et Artibus (1977) — шведська королівська медаль, заснована у 1853 Карлом XV, який на той час був крон-принцом[8]
- Орден «За заслуги перед Італійською Республікою» (1981)[9]
- срібна медаль Королівської шведської академії літератури, історії та старожитностей (1982).

У 1967 його обрали членом Королівської шведської академії літератури, історії та старожитностей.
У 1968 він став почесним доктором  Стокгольмського університету.
У 1980 видавничий дім Bra Böcker AB заснував премію Альфа Генріксона на честь його 75-річчя. За життя Генріксона він сам обирав лауреатів щорічної премії. Після його смерті була кількарічна пауза, а згодом нагородженням цією премією зайнялось Товариство Альфа Генріксона.
В 2013 році премія становить 25 тис. шведських крон